# Ryoma Itō
Ryoma Itō (japanisch 伊藤 稜馬 Itō Ryoma; * 28. Mai 1999 in der Präfektur Shizuoka) ist ein japanischer Fußballspieler.

## Karriere
Ryoma Itō erlernte das Fußballspielen in der Schulmannschaft der Shizuoka Gakuen High School sowie in der Universitätsmannschaft der Kokushikan-Universität. Seinen ersten Vertrag unterschrieb er am 1. Februar 2022 beim Iwaki FC. Der Verein aus Iwaki, einer Stadt in der Präfektur Fukushima, spielt in der dritten japanischen Liga. Sein Drittligadebüt gab Ryoma Itō am 27. März 2022 (3. Spieltag) im Auswärtsspiel gegen den Ehime FC. Hier wurde er in der 66. Minute für Hiroto Iwabuchi eingewechselt. Iwaki gewann das Spiel 2:1. Am Ende der Saison feierte er mit Iwaki die Meisterschaft und den Aufstieg in die zweite Liga. Für Iwaki bestritt er elf Ligaspiele. Nach der Saison wurde sein Vertrag nicht verlängert. Von Februar 2023 bis Ende Juli 2023 war er vertrags- und vereinslos. Am 26. Juli 2023 unterschrieb er in Thailand einen Vertrag beim Zweitligisten Rayong FC. Nach zwei Spielzeiten, in denen er 59 Ligaspiele bestritt, wurde sein Vertrag im Sommer 2025 nicht verlängert. Anfang August 2025 wurde mitgeteilt, dass man doch noch mit dem Spieler in die neue Saison gehen möchte.

## Erfolge
Iwaki FC
- Japanischer Drittligameister: 2022  ▲